# The Blood of Yingzhou District
The Blood of Yingzhou District (chinês tradicional: 潁州的孩子, chinês simplificado: 颍州的孩子, pinyin: Yǐngzhōu de Háizi) é um filme-documentário em curta-metragem sino-estadunidense de 2006 dirigido e escrito por Ruby Yang. Venceu o Oscar de melhor documentário de curta-metragem na edição de 2007.